# Byron Janis

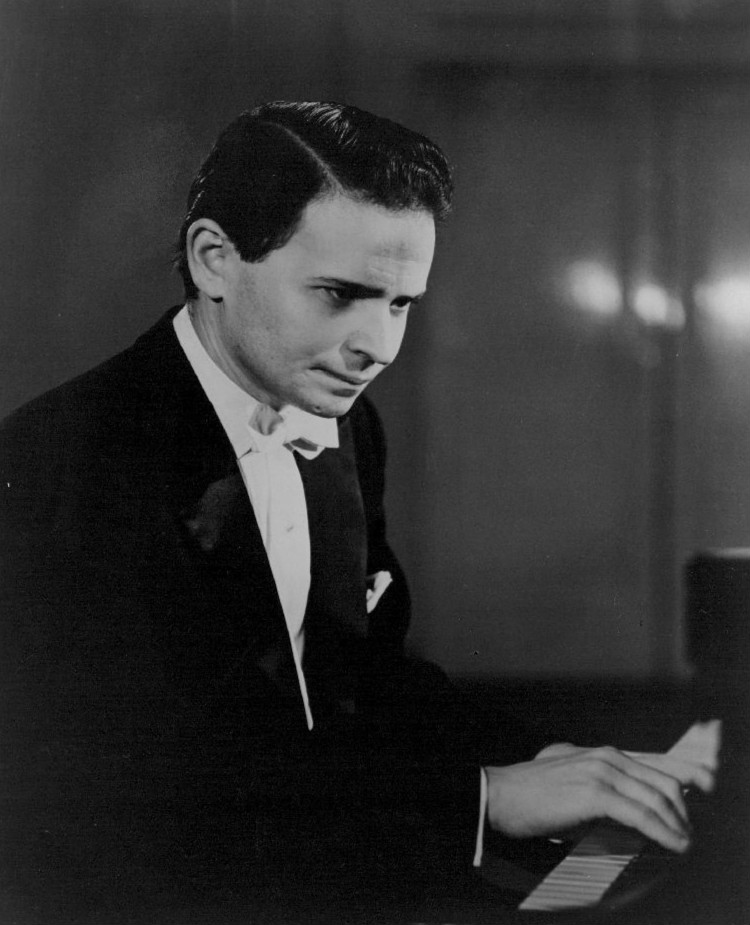
Byron Janis in 1962

Byron Janis (McKeesport (Pennsylvania), 24 maart 1928 – New York, 14 maart 2024) was een Amerikaans klassiek pianist en componist.

## Levensloop
De ouders van Janis waren Oost-Europese Joden die naar de Verenigde Staten emigreerden. Zijn naam was een vervorming van 'Yanks', de afkorting van 'Yankelevitch'. Tot aan zijn acht jaar had Janis Abraham Litow als leermeester. Toen hij acht was, werd Adele Marcus zijn lerares. Toen hij negen werd, gaf hij zijn eerste recital in Pittsburgh. Op zijn vijftiende speelde hij voor het eerst met een orkest en vertolkte het Concerto n° 2 van Sergej Rachmaninov. Hij herhaalde dit concert onder leiding van de jonge Lorin Maazel. Vladimir Horowitz bevond zich onder de toehoorders en was zo enthousiast over de jonge pianist dat hij hem als zijn leerling wilde. Om de lessen van de meester te kunnen volgen, vergezelde Janis hem op zijn wereldtournees, waarbij hij zelf verschillende concerten gaf, onder meer in Brazilië.
Toen hij twintig werd, begon Janis aan zijn zelfstandige carrière en ook hij toerde de wereld rond. In 1960 werd hij verkozen als vertegenwoordiger van de Verenigde Staten in het kader van culturele uitwisselingen met de Sovjet-Unie. Hij kende wereldwijd groot succes en gaf talrijke concerten.
Hij schreef muziek voor musicals, onder meer in 1993 voor een Off-Broadway-productie van The hunchback of Notre Dame, en voor tv-shows.
In 1967 ontdekte hij, tijdens een verblijf in het kasteel van Thoiry (departement Yvelines), twee onbekende manuscripten van de walsen opus 18 en opus 70 van Frederic Chopin. Later vond hij nog andere versies van dezelfde walsen in de bibliotheek van Yale University.
In 1973 werd Janis getroffen door artritis in beide handen en polsen. Hij bleef niettemin verder spelen. In 1985 sprak hij vrijuit over zijn gezondheidsproblemen en werd de eerste ambassadeur van de Arthritis Foundation, die hem in 2012 een Lifetime Achievement Award presenteerde voor zijn werk ten gunste van de artritisproblematiek. In de PBS-documentaire door Peter Rosen, The Byron Janis Story, werd zijn strijd met artritis belicht.
Hij maakte heel wat opnamen, voor onder meer Philips, die werden heruitgebracht in de reeks Great Pianists of the 20th Century. Zijn discografie behelst werk van Johann Sebastian Bach tot David W. Guion, met pianoconcerti van Mozart, Sergej Rachmaninov, Liszt en Sergej Prokofjev. Hij werd door vier Amerikaanse presidenten uitgenodigd om op het Witte Huis te komen spelen. Zowel door de Senaat als door het Huis van Afgevaardigden werd hij erkend als "a musician, a diplomat and an inspiration".
Janis was getrouwd met Maria Cooper, de dochter van de filmacteur Gary Cooper. Hij overleed op 14 maart 2024 op 95-jarige leeftijd.

## Publicatie
- (samen met Maria Cooper Janis) Chopin and Beyond: My Extraordinary Life in Music and the Paranormal, 2010.

## Eerbetoon
- Commandeur des Arts et des Lettres (Frankrijk)
- Grand Prix du Disque
- Stanford Fellowship (de hoogste erkenning vanwege Yale University
- Distinguished Pennsylvania Artist Award
- eredoctoraat van Trinity College
- Gouden ereteken van de Franse Société d'Encouragement du Progrès

## Voetnoten
1. ↑  "Nurturing Creativity in the Next Generation", Byron Janis, Wall Street Journal, December 8, 2010, page D7
2. ↑  Terry Teachout, The Wall Street Journal, March 22, 2017
3. ↑  The New York Times, December 21, 1967, page 1
4. ↑  (en) Byron Janis, One of the Great Pianists of the 20th Century, Dies at 95

- Bibsys: 8083185
- Biblioteca Nacional de España: XX979529
- Bibliothèque nationale de France: cb13895573m (data)
- CiNii: DA10839144
- Gemeinsame Normdatei: 134614178
- International Standard Name Identifier: 0000 0001 1953 3892
- Library of Congress Control Number: n81132006
- Nationale Bibliotheek van Letland: 000259736
- MusicBrainz: a4639edd-06d2-4b2b-865e-9a03ff3ebb3a
- Nationale Bibliotheek van Tsjechië: xx0150079
- Nationale bibliotheek van Australië: 36074219
- Nationale Bibliotheek van Israël: 987007271739705171
- Nederlandse Thesaurus van Auteursnamen: 104852062
- Réseau des bibliothèques de Suisse occidentale: 02-A003419546
- SNAC: w64x56rm
- Système universitaire de documentation: 084290382
- Virtual International Authority File: 32151776732818010560
- WorldCat: E39PBJvH9f676pQkjjv3HWPbBP